# Марк Лопес Таррес
Марк Лопес Таррес (кат. Marc López i Tarrés, 31 липня 1982) — колишній іспанський тенісист, що спеціалізувався здебільшого на парній грі, переможець Відкритого чемпіонату Франції 2016 року, олімпійський чемпіон. Найвищу одиночну позицію світового рейтингу — 106 місце досяг 10 травня 2004, парну — 3 місце — 28 січня 2013 року. Здобув 14 парних титулів. 
Відкритий чемпіонат Франції 2016 Марк Лопес виграв у парі з Фелісіано Лопесом. 
Золоту олімпійську медаль та звання олімпійського чемпіона Марк Лопес виборов, граючи в парі з Рафаелем Надалем на Олімпіаді 2016 року в Ріо-де-Жанейро.
Завершив кар'єру 2022 року.

## Важливі фінали

### Фінали турнірів Великого шолома

#### Парний розряд: 4 (1–3)
| Результат | Рік  | Турнір                               | Покриття | Партнер            | Суперники                         | Рахунок            |
| --------- | ---- | ------------------------------------ | -------- | ------------------ | --------------------------------- | ------------------ |
| Поразка   | 2014 | Відкритий чемпіонат Франції з тенісу | Ґрунт    | Марсель Гранольєрс | Жульєн Беннето Едуар Роже-Васслен | 3–6, 6–7(1–7)      |
| Поразка   | 2014 | Відкритий чемпіонат США з тенісу     | Тверде   | Марсель Гранольєрс | Боб Браян Майк Браян              | 3–6, 4–6           |
| Перемога  | 2016 | Відкритий чемпіонат Франції          | Ґрунт    | Фелісіано Лопес    | Боб Браян Майк Браян              | 6–4, 6–7(6–8), 6–3 |
| Поразка   | 2017 | Відкритий чемпіонат США              | Тверде   | Фелісіано Лопес    | Жан-Жульєн Роєр Горія Текеу       | 3–6, 4–6           |

### Чемпіонати закінчення сезону

#### Парний розряд: 1 (1 перемога)
| Результат | Рік  | Турнір            | Покриття   | Партнер            | Суперники                   | Рахунок          |
| --------- | ---- | ----------------- | ---------- | ------------------ | --------------------------- | ---------------- |
| Перемога  | 2012 | Фінал ATP, Лондон | Тверде (i) | Марсель Гранольєрс | Магеш Бгупаті Роган Бопанна | 7–5, 3–6, [10–3] |

### Фінали Мастерс 1000

#### Парний розряд: 7 (3–4)
| Результат | Рік  | Турнір                          | Покриття | Партнер            | Суперники                    | Рахунок           |
| --------- | ---- | ------------------------------- | -------- | ------------------ | ---------------------------- | ----------------- |
| Перемога  | 2010 | Indian Wells Open               | Тверде   | Рафаель Надаль     | Деніел Нестор Ненад Зімоньїч | 7–6(10–8), 6–3    |
| Перемога  | 2012 | Мастерс Індіан-Веллс            | Тверде   | Рафаель Надаль     | Джон Ізнер Сем Кверрі        | 6–2, 7–6(7–3)     |
| Перемога  | 2012 | Відкритий чемпіонат Італії 2012 | Ґрунт    | Марсель Гранольєрс | Лукаш Кубот Янко Типсаревич  | 6–3, 6–2          |
| Поразка   | 2012 | Мастерс Канада                  | Тверде   | Марсель Гранольєрс | Боб Браян Майк Браян         | 1–6, 6–4, [10–12] |
| Поразка   | 2013 | Мастерс Цинциннаті              | Тверде   | Марсель Гранольєрс | Боб Браян Майк Браян         | 4–6, 6–4, [4–10]  |
| Поразка   | 2015 | Відкритий чемпіонат Італії 2015 | Ґрунт    | Марсель Гранольєрс | Пабло Куевас Давід Марреро   | 4–6, 5–7          |
| Поразка   | 2017 | Мастерс Монте-Карло             | Ґрунт    | Фелісіано Лопес    | Роган Бопанна Пабло Куевас   | 3–6, 6–3, [4–10]  |

### Матчі за олімпійські нагороди

#### Парний розряд: 1 (1 золота)
| Результат | Рік  | Турнір                                                                            | Покриття | Партнер        | Суперники                 | Рахунок       |
| --------- | ---- | --------------------------------------------------------------------------------- | -------- | -------------- | ------------------------- | ------------- |
| Золото    | 2016 | Теніс на літніх Олімпійських іграх 2016 — чоловічий парний турнір, Ріо де Жанейро | Тверде   | Рафаель Надаль | Флорін Мерджа Горія Текеу | 6–2, 3–6, 6–4 |

## Фінали турнірів ATP за кар'єру

### Парний розряд: 34 (14–19)
| Легенда                                     |
| ------------------------------------------- |
| Турніри Великого шолома (1–3)               |
| Фінали Світового туру ATP (1–0)             |
| Серія Мастерс 1000 Світового Туру ATP (3–4) |
| Олімпійські Ігри (1–0)                      |
| Серія 500 Світового туру ATP (2–4)          |
| Серія 250 Світового туру ATP (6–8)          |

| Титули за покриттям |
| ------------------- |
| Тверде (7–7)        |
| Ґрунт (7–12)        |
| Трава (0–0)         |

| Титули за типом корту |
| --------------------- |
| Відкритий (13–17)     |
| Закритий (1–2)        |

| Результат | В-П   | Дата     | Турнір                                          | Рівень       | Покриття   | Партнер            | Суперники                             | Рахунок               |
| --------- | ----- | -------- | ----------------------------------------------- | ------------ | ---------- | ------------------ | ------------------------------------- | --------------------- |
| Поразка   | 0–1   | Кві 2004 | Valencia Open, Іспанія                          | Інтернешнл   | Ґрунт      | Фелісіано Лопес    | Гастон Етліс Мартін Родрігес          | 5–7, 6–7(5–7)         |
| Перемога  | 1–1   | Січ 2009 | Qatar ExxonMobil Open, Катар                    | Серія 250    | Тверде     | Рафаель Надаль     | Деніел Нестор Ненад Зімоньїч          | 4–6, 6–4, [10–8]      |
| Перемога  | 2–1   | Бер 2010 | Indian Wells Open, США                          | Мастерс 1000 | Тверде     | Рафаель Надаль     | Деніел Нестор Ненад Зімоньїч          | 7–6(10–8), 6–3        |
| Перемога  | 3–1   | Тра 2010 | Estoril Open, Португалія                        | Серія 250    | Ґрунт      | Давід Марреро      | Пабло Куевас Марсель Гранольєрс       | 6–7(1–7), 6–4, [10–4] |
| Перемога  | 4–1   | Лип 2010 | Відкритий чемпіонат Німеччини, Німеччина        | Серія 500    | Ґрунт      | Давід Марреро      | Жеремі Шарді Поль-Анрі Матьє          | 6–3, 2–6, [10–8]      |
| Поразка   | 4–2   | Жов 2010 | Open Sud de France, Франція                     | Серія 250    | Тверде (i) | Едуардо Шванк      | Стівен Гасс Росс Гатчінс              | 2–6, 6–4, [7–10]      |
| Перемога  | 5–2   | Січ 2011 | Катар Open (2), Катар                           | Серія 250    | Тверде     | Рафаель Надаль     | Даніеле Браччалі Андреас Сеппі        | 6–3, 7–6(7–4)         |
| Поразка   | 5–3   | Лют 2011 | Zagreb Indoors, Хорватія                        | Серія 250    | Тверде (i) | Марсель Гранольєрс | Дік Норман Горія Текеу                | 3–6, 4–6              |
| Поразка   | 5–4   | Тра 2011 | Estoril Open, Португалія                        | Серія 250    | Ґрунт      | Давід Марреро      | Ерік Буторак Жан-Жульєн Роєр          | 3–6, 4–6              |
| Поразка   | 5–5   | Лип 2011 | Stuttgart Open, Німеччина                       | Серія 250    | Ґрунт      | Марсель Гранольєрс | Юрген Мельцер Філіпп Пецшнер          | 3–6, 4–6              |
| Поразка   | 5–6   | Бер 2012 | Abierto Mexicano TELCEL, Мексика                | Серія 500    | Ґрунт      | Марсель Гранольєрс | Давід Марреро Фернандо Вердаско       | 3–6, 4–6              |
| Перемога  | 6–6   | Бер 2012 | Мастерс Індіан-Веллс (2), США                   | Мастерс 1000 | Тверде     | Рафаель Надаль     | Джон Ізнер Сем Кверрі                 | 6–2, 7–6(7–3)         |
| Поразка   | 6–7   | Кві 2012 | Barcelona Open, Іспанія                         | Серія 500    | Ґрунт      | Марсель Гранольєрс | Маріуш Фирстенберг Марцин Матковський | 6–2, 6–7(7–9), [8–10] |
| Перемога  | 7–7   | Тра 2012 | Мастерс Рим, Італія                             | Мастерс 1000 | Ґрунт      | Марсель Гранольєрс | Лукаш Кубот Янко Типсаревич           | 6–3, 6–2              |
| Поразка   | 7–8   | Лип 2012 | Відкритий чемпіонат Хорватії з тенісу, Хорватія | Серія 250    | Ґрунт      | Марсель Гранольєрс | Давід Марреро Фернандо Вердаско       | 3–6, 6–7(4–7)         |
| Перемога  | 8–8   | Лип 2012 | Відкритий чемпіонат Швейцарії, Швейцарія        | Серія 250    | Ґрунт      | Марсель Гранольєрс | Роберт Фара Сантьяго Хіральдо         | 6–4, 7–6(11–9)        |
| Поразка   | 8–9   | Сер 2012 | Мастерс Канада, Канада                          | Мастерс 1000 | Тверде     | Марсель Гранольєрс | Боб Браян Майк Браян                  | 1–6, 6–4, [10–12]     |
| Перемога  | 9–9   | Лис 2012 | Фінал ATP, Велика Британія                      | Tour Фінали  | Тверде (i) | Марсель Гранольєрс | Магеш Бгупаті Роган Бопанна           | 7–5, 3–6, [10–3]      |
| Поразка   | 9–10  | Сер 2013 | Мастерс Цинциннаті, США                         | Мастерс 1000 | Тверде     | Марсель Гранольєрс | Боб Браян Майк Браян                  | 4–6, 6–4, [4–10]      |
| Перемога  | 10–10 | Лют 2014 | Відкритий чемпіонат Аргентини, Аргентина        | Серія 250    | Ґрунт      | Марсель Гранольєрс | Пабло Куевас Орасіо Себальйос         | 7–5, 6–4              |
| Поразка   | 10–11 | Чер 2014 | Відкритий чемпіонат Франції з тенісу, Франція   | Великий Шлем | Ґрунт      | Марсель Гранольєрс | Жульєн Беннето Едуар Роже-Васслен     | 3–6, 6–7(1–7)         |
| Поразка   | 10–12 | Вер 2014 | Відкритий чемпіонат США з тенісу, США           | Великий Шлем | Тверде     | Марсель Гранольєрс | Боб Браян Майк Браян                  | 3–6, 4–6              |
| Поразка   | 10–13 | Тра 2015 | Estoril Open, Португалія                        | Серія 250    | Ґрунт      | Давід Марреро      | Трет Г'юї Скотт Ліпскі                | 1–6, 4–6              |
| Поразка   | 10–14 | Тра 2015 | Відкритий чемпіонат Італії, Італія              | Мастерс 1000 | Ґрунт      | Марсель Гранольєрс | Пабло Куевас Давід Марреро            | 4–6, 5–7              |
| Перемога  | 11–14 | Січ 2016 | Катар Open (3), Катар                           | Серія 250    | Тверде     | Фелісіано Лопес    | Філіпп Пецшнер Александер Пея         | 6–4, 6–3              |
| Поразка   | 11–15 | Лют 2016 | Dubai Tennis Championships, ОАЕ                 | Серія 500    | Тверде     | Фелісіано Лопес    | Сімоне Болеллі Андреас Сеппі          | 2–6, 6–3, [12–14]     |
| Перемога  | 12–15 | Чер 2016 | Відкритий чемпіонат Франції, Франція            | Великий Шлем | Ґрунт      | Фелісіано Лопес    | Боб Браян Майк Браян                  | 6–4, 6–7(6–8), 6–3    |
| Перемога  | 13–15 | Сер 2016 | Теніс на Олімпійських іграх, Бразилія           | Olympics     | Тверде     | Рафаель Надаль     | Флорін Мерджа Горія Текеу             | 6–2, 3–6, 6–4         |
| Поразка   | 13–16 | Кві 2017 | Grand Prix Hassan II, Марокко                   | Серія 250    | Ґрунт      | Марсель Гранольєрс | Домінік Інглот Мате Павич             | 4–6, 6–2, [9–11]      |
| Поразка   | 13–17 | Кві 2017 | Мастерс Монте-Карло, Монако                     | Мастерс 1000 | Ґрунт      | Фелісіано Лопес    | Роган Бопанна Пабло Куевас            | 3–6, 6–3, [4–10]      |
| Поразка   | 13–18 | Лип 2017 | Відкритий чемпіонат Німеччини, Німеччина        | Серія 500    | Ґрунт      | Пабло Куевас       | Іван Додіг Мате Павич                 | 3–6, 4–6              |
| Поразка   | 13–19 | Вер 2017 | Відкритий чемпіонат США, США                    | Великий Шлем | Тверде     | Фелісіано Лопес    | Жан-Жульєн Роєр Горія Текеу           | 3–6, 4–6              |
| Перемога  | 14–19 | Кві 2018 | Barcelona Open, Іспанія                         | Серія 500    | Ґрунт      | Фелісіано Лопес    | Айсам-уль-Хак Куреші Жан-Жульєн Роєр  | 7–6(7–5), 6–4         |

## Досягнення
| W | Ф | ПФ | ЧФ | #Р | КТ | К# | P# | DNQ | A | Z# | PO | G | S | B | NMS | NTI | P | NH |

### Одиночний розряд
| Турнір                                 | 2003   | 2004   | 2005   | 2006   | 2007   | 2008   | 2009   | 2010   | SR    | В-П |
| -------------------------------------- | ------ | ------ | ------ | ------ | ------ | ------ | ------ | ------ | ----- | --- |
| Турніри Великого шолома                |        |        |        |        |        |        |        |        |       |     |
| Відкритий чемпіонат Австралії з тенісу |        |        | К2р    |        | К2р    |        | К3р    | К1р    | 0 / 0 | 0–0 |
| Відкритий чемпіонат Франції з тенісу   | 2р     | 1р     | К3р    |        | К3р    | 1р     | К1р    |        | 0 / 3 | 1–3 |
| Вімблдонський турнір                   |        | 1р     |        |        | К3р    | К1р    | К1р    |        | 0 / 1 | 0–1 |
| Відкритий чемпіонат США з тенісу       | Absent | Absent | Absent | Absent | Absent | Absent | Absent | Absent | 0 / 0 | 0–0 |
| В-П                                    | 1–1    | 0–2    | 0–0    | 0–0    | 0–0    | 0–1    | 0–0    | 0–0    | 0 / 4 | 1–4 |

### Парний розряд
Актуально станом на завершення Mutua Madrid Open 2022.
| Турнір                                 | 2009              | 2010              | 2011              | 2012  | 2013  | 2014  | 2015  | 2016  | 2017              | 2018              | 2019              | 2020              | 2021              | 2022              | SR      | В-П     | % перемог |
| -------------------------------------- | ----------------- | ----------------- | ----------------- | ----- | ----- | ----- | ----- | ----- | ----------------- | ----------------- | ----------------- | ----------------- | ----------------- | ----------------- | ------- | ------- | --------- |
| Турніри Великого шолома                |                   |                   |                   |       |       |       |       |       |                   |                   |                   |                   |                   |                   |         |         |           |
| Відкритий чемпіонат Австралії з тенісу |                   | 1р                | 1р                | 2р    | ПФ    | 2р    | 1р    | 2р    | 3р                | 2р                | 1р                | 1р                | 1р                |                   | 0 / 12  | 10–12   | 45%       |
| Відкритий чемпіонат Франції з тенісу   | ЧФ                | ЧФ                | 2р                |       | ЧФ    | Ф     | 1р    | 2016  | 1р                | ПФ                | 1р                |                   | 1р                |                   | 1 / 11  | 25–10   | 71%       |
| Вімблдонський турнір                   | 1р                | 2р                | 2р                | 1р    | 1р    | 3р    | 2р    | 1р    | 1р                | 1р                |                   | NH                | 1р                |                   | 0 / 11  | 5–11    | 33%       |
| Відкритий чемпіонат США з тенісу       |                   | 1р                | 3р                | ПФ    | 3р    | Ф     | 3р    | ПФ    | Ф                 | 2р                |                   |                   |                   |                   | 0 / 9   | 25–8    | 76%       |
| В-П                                    | 3–2               | 4–4               | 4–3               | 5–3   | 9–4   | 13–4  | 3–4   | 11–3  | 7–4               | 6–4               | 0–2               | 0–1               | 0–3               | 0–0               | 1 / 43  | 65–41   | 61%       |
| Фінали Світового туру ATP              |                   |                   |                   |       |       |       |       |       |                   |                   |                   |                   |                   |                   |         |         |           |
| Фінал ATP                              | Не кваліфікувався | Не кваліфікувався | Не кваліфікувався | П     | RR    | RR    | DNQ   | RR    | Не кваліфікувався | Не кваліфікувався | Не кваліфікувався | Не кваліфікувався | Не кваліфікувався | Не кваліфікувався | 1 / 4   | 7–6     | 54%       |
| Серія Мастерс 1000 Світового Туру ATP  |                   |                   |                   |       |       |       |       |       |                   |                   |                   |                   |                   |                   |         |         |           |
| Індіан-Веллс                           | 2р                | П                 | ПФ                | П     | 2р    |       | 2р    | ПФ    | 1р                | ЧФ                |                   | NH                |                   |                   | 2 / 9   | 21–7    | 75%       |
| Відкритий чемпіонат Маямі з тенісу     | 2р                | 2р                | 2р                | 2р    | ПФ    | 1р    | 1р    | 2р    | 1р                | 1р                | 1р                | NH                |                   |                   | 0 / 11  | 8–11    | 42%       |
| Монте-Карло                            |                   | ЧФ                | 1р                | ПФ    | 2р    | 1р    | ЧФ    | 1р    | Ф                 | 1р                | 1р                | NH                |                   |                   | 0 / 10  | 9–10    | 47%       |
| Мадрид                                 | 2р                | ЧФ                | 2р                | ЧФ    | 2р    | 2р    | ПФ    | 1р    | ПФ                | 1р                | 1р                | NH                | 1р                | 2р                | 0 / 13  | 12–13   | 48%       |
| Рим                                    |                   |                   | 1р                | П     | ЧФ    |       | Ф     | 1р    | 2р                | ЧФ                | 2р                |                   |                   |                   | 1 / 8   | 10–7    | 59%       |
| Мастерс Канада                         |                   |                   | 1р                | Ф     | ЧФ    | ЧФ    |       |       | 1р                | 2р                |                   | NH                |                   |                   | 0 / 6   | 6–6     | 50%       |
| Мастерс Цинциннаті                     |                   |                   | 2р                | ЧФ    | Ф     | 2р    |       | 1р    | 2р                | ЧФ                |                   |                   |                   |                   | 0 / 7   | 8–7     | 53%       |
| Шанхай                                 |                   | 2р                | 1р                |       | ЧФ    | ПФ    |       | ЧФ    | 2р                |                   |                   | NH                | NH                |                   | 0 / 6   | 5–6     | 45%       |
| Париж                                  |                   |                   |                   |       | ЧФ    | ПФ    |       | ЧФ    | ЧФ                | 1р                |                   |                   |                   |                   | 0 / 5   | 6–5     | 55%       |
| В-П                                    | 3–3               | 11–4              | 6–8               | 20–5  | 11–9  | 6–7   | 7–5   | 6–8   | 5–5               | 5–8               | 1–4               | 0–0               | 0–1               | 1–1               | 3 / 75  | 85–72   | 54%       |
| Загальна статистика                    |                   |                   |                   |       |       |       |       |       |                   |                   |                   |                   |                   |                   |         |         |           |
|                                        | 2009              | 2010              | 2011              | 2012  | 2013  | 2014  | 2015  | 2016  | 2017              | 2018              | 2019              | 2020              | 2021              | 2022              | Career  | Career  | Career    |
| Титули–Фінали                          | 1–1               | 3–4               | 1–4               | 4–8   | 0–1   | 1–3   | 0–2   | 3–4   | 0–4               | 1–1               | 0–0               | 0–0               | 0–0               | 0–0               | 14–33   | 14–33   | 14–33     |
| В-П                                    | 13–10             | 37–20             | 33–27             | 48–20 | 32–23 | 19–12 | 20–18 | 36–22 | 24–27             | 20–26             | 4–11              | 0–3               | 1–12              | 2–1               | 311–245 | 311–245 | 311–245   |
| Рейтинг на кінець року                 | 62                | 15                | 37                | 6     | 11    | 9     | 32    | 10    | 20                | 31                | 191               | 327               | 532               |                   | 55.94%  | 55.94%  | 55.94%    |